# NGC 404
NGC 404 és una galàxia lenticular situada a la constel·lació d'Andròmeda, a una distància de poc més de 3 megaparsecs de la nostra galàxia.
Aquesta galàxia és coneguda com El fantasma de Mirach, per estar molt prop d'aquest estel —la qual la fa difícil d'observar telescòpicament—, i es caracteritza d'una banda per ser un exemple de "galàxia lenticular nana", una galàxia lenticular de baixa lluminositat i grandària —en aquest cas, comparable a la del Petit Núvol de Magalhães—, i per un altre per existir una elevada quantitat (per a una galàxia de la seva grandària i tipus) d'hidrogen neutre —concentrat en dos grans anells que envolten a la galàxia— i hidrogen molecular, potser capturats per ella d'una galàxia irregular amb la qual es va unir, i finalment —a diferència de nombroses galàxies lenticulars— per posseir certa quantitat d'estels joves; una imatge recentment presa en l'ultraviolada mostra un anell d'estels nounats envoltant el seu nucli, on existeix un cúmul d'estels amb 11 milions de vegades la massa del nostre Sol, així com tal vegada un forat negre central amb una massa de menys de 100 000 i 400 000 masses solars; altres estudis més recents mostren també formació estel·lar, encara que a una escala molt més modesta a les regions exteriors de la galàxia.
NGC 404 s'hi troba aïllada a l'espai, sense cap altra galàxia a menys de 1,1 megaparsecs d'ella, i s'ha afirmat que les seves propietats són el resultat de la fusió entre les galàxies que prèviament havien format un grup de galàxies. De fet, estudis de les poblacions estel·lars d'aquesta galàxia suggereixen que fa mil milions d'anys, NGC 404 va ser una galàxia espiral que es va convertir en lenticular en fusionar-se amb altres galàxies, i els anells de gas esmentats anteriorment són les restes d'aquesta fusió.
La imatge mostrada ha estat presa pel telescopi espacial Hubble, i s'hi poden apreciar alguns núvols de pols propers al centre galàctic així com resolts nombrosos estels gegants vermelles, els quals han permès calcular la distància a la qual s'hi troba. Mesuraments de com varia la lluentor superficial de la galàxia donen també una distància molt similar.